# Квінт Секстій
Квінт Секстій Старший (*Quintus Sextius, бл.70 до н. е. — після 44 до н. е.) — давньоримський філософ.

## Життєпис
Походив з нобілів Секстіїв. Про батьків нічого невідомо. Замолоду захопився філософією. навчався в Афінах. після повернення до Риму заснував власну філософську школу, яку назвав Romani roboris secta (в подальшому отримала назву Секстії). Його учнями були Сотіон Олександрійський (вчитель Сенеки Молодшого), науковець Авл Корнелій Цельс, граматик Луцій Крассіцій, стоїк Папірій Фабіан.
У 50-х роках до н. е. був вже досить відомим і шанованим діячем. Тому Гай Юлій Цезар після захоплення Риму у 44 році до н. е. запропонував йому сенаторську гідність, але Секстій відмовився, щоб не відволікатися від філософії. Після його смерті школу очолив син.

## Філософія
Секстій поєднував стоїчне вчення з неопіфагорійським. Він просив не зараховувати його до стоїків, зазначаючи, що заснував в Римі громаду ревнителів філософського самовдосконалення. Прагнув створити суто римську філософію і втілити її в дійсності — не в теоретичному вченні, а на практиці, в особливому способі життя. Так, впровадив практику щовечора екзаменувати свою совість, проповідував вегетаріанство.

## Родина
- Секстій Нігер, медик і філософ